# Рубондо (остров)
Остров Рубодно (на английски: Rubondo) се намира в югозападната част на африканското езеро Виктория, заобиколен от още десетина по-малки островчета с размери до 2 km2 всяко. Заема площ от 240 km2 и се намира на 150 km западно от град Муанза. Осеян е с многобройни и разнообразни заливи, някои от които са оформени като пусти пясъчни плажове, а други са изпъстрени с остри скали. По оста север-юг дължината му е 28 km, а ширината му варира от 3 до 10 km.

## Описание
Островът представлява върха на подводен рифт, издигащ се от езерото. Състои се от частично потопени под вода четири вулканични върха, свързани помежду си с платовидни заравнености. Два от тях, Маса хилс, се издигат над останалите и достигат до 352 m над нивото на водите на езерото Виктория. Повърхността на езерните води лежи на 1134 m надморска височина, а най-високата точка на острова, връх Лукукуру в южната му част достига до 1486 m над морското равнище. На острова няма никакви реки, но растителността лесно достига до високите подпочвени води, които подхранват широколистните дървета целогодишно. Почвите са типично вулканични, кафяви и почти без примес от камъни. Източната част на Рубондо е скалиста, с пясъчни плажове, а западният бряг поддържа поредица от широки крайбрежни блата, обрасли с папируси и обрамчени с финикови палми.

## Климат
Климатът се характеризира с два сезона – сух, от юни до август и дъждовен от ноември до февруари. Климатът на острова е най-приятен от юни до август. Съществува бимодално разпределение на валежите с пик през декември и април-май. Средните годишни валежи са 1200 mm, а средногодишните температури – 19°-26 °C.

## Флора и фауна
Рубондо е един от красивите острови на Танзания, превърнат в национален парк и приютил многоброен и интересен растителен и животински свят. Почти целият е обрасъл с буйни влажни девствени гори, които заемат около 90% от площта му. Останалата част се пада на обширни пасища, каменисти ливади, саванна акация, тръстикова растителност и пясъчни брегове. По острова са разпръснати няколко блата, бреговете на които са обрасли с папирус и се обитават от различни водолюбиви птици, водната антилопа ситатунга и други водни животни. От петте големи бозайника на Африка тук могат да се срещнат слонове и хипопотами. Групата на маймуните е представена от местните верветки и допълнително внесени шимпанзета и черно-бели колобуси. Могат да се срещнат още много видове животни, типични за района – жирафи, диви котки, мангусти, жълти петнисти видри, крокодили и др. На острова живеят многобройни и разнообразни пеперуди. Най-голямото богатство на Рубондо са птиците, от които тук са документирани около 430 вида. Островът е известен с най-голямата гъстота от орли рибари в света.

## Съвременно състояние
На острова няма постоянно население, селища и търговски обекти, тъй като е предоставен изцяло за ползване от животните в националния парк. Няма и автомобили и Рубондо остава недокоснат от замърсяването на съвременния транспорт. Единствените два разрешени автомобила принадлежат на TANAPA (Tanzania National Parks Authority), а другият – на туристическите организатори. Съществува един-единствен черен път, който свързва лагера с двата поста на рейнджърите – Млага и Лукага, разположени съответно на западния и южния бряг на острова.
За нуждите на туристите на Рубондо са изградени луксозен палатков лагер с 10 палатки, къмпинг и хостел. Превозът до него става само с лодки или по въздух. Най-близките големи градове се намират на континента - Букоба на северозапад и Муанза на югоизток. На острова има изградена малка самолетна писта, която приема по два полета седмично – от Аруша и Серонера, малко селище в Националния парк Серенгети. През пиковия сезон летят малки самолети от гр. Аруша, Серонера, Муанза и езеро Маняра.